# Linia kolejowa 143 Chynorany – Trenčín
Linia kolejowa nr 143 Chynorany – Trenčín – linia kolejowa na Słowacji o długości 52 km, łącząca Trenczyn z miejscowością Chynorany. Jest to linia jednotorowa oraz niezelektryfikowana.